# We are The Ocean
We Are The Ocean er et britisk post-hardcore-band dannet i 2007. De har spillet mere end 100 koncerter.